# Союз-9
«Союз-9» — советский пилотируемый космический корабль серии «Союз».

## Экипаж
Основной экипаж
- Командир: Андриян Николаев (2-й космический полёт)
- Бортинженер: Виталий Севастьянов (1-й космический полёт)

Дублирующий экипаж
- Командир: Анатолий Филипченко
- Бортинженер: Георгий Гречко

Резервный экипаж
- Командир: Василий Лазарев
- Бортинженер: Валерий Яздовский

## Параметры полёта
- Масса аппарата — 6,590 т;
- Наклонение орбиты — 51,7°.
- Период обращения — 88,58 (89,08) мин.
- Перигей — 208 (214,5) км.
- Апогей — 220,6 (269,8) км.

## История полёта
На космическом корабле «Союз-9» (регистрационный номер 1970-041A / 04407), совершён полёт, который положил начало отработке в космосе средств, необходимых для продолжительных полётов без создания на борту космического корабля искусственной гравитации. Полёт длительностью в 17,8 суток — абсолютный рекорд продолжительности полёта в космосе на космическом корабле без стыковки с орбитальной станцией. Программа полёта «Союз-9» выполнена успешно.
Экипаж корабля выполнял большую программу научно-технических исследований и экспериментов, основными из которых являлись:
- медико-биологические исследования по изучению влияния факторов космического полета на организм человека;
- научное наблюдение и фотографирование геолого-географических объектов, материковой и водной поверхности в различных районах земного шара;
- наблюдение, исследование и фотографирование атмосферных образований, снежного и ледового покрова Земли для метеорологического прогнозирования;
- научные исследования физических характеристик, явлений и процессов в околоземном космическом пространстве;
- дальнейшая отработка ручной и автоматической систем управления, ориентации и стабилизации корабля и проверка автономных средств навигации в различных режимах полета.

В этот полёт впервые был взят набор инструментов, масса которого составила меньше килограмма. В часы отдыха экипаж общался с родными по двусторонней телевизионной связи, смотрел матчи чемпионата мира по футболу, слушал музыку. Во время полёта была сыграна первая в мире шахматная партия «Космос — Земля» (со стороны Земли — Н. Каманин и В. Горбатко).
После возвращения на Землю оба космонавта испытали значительные трудности с привыканием к земной гравитации и нуждались в медицинской помощи. Хотя через три часа после посадки сами пошли в столовую . Около шести суток после возвращения оба члена экипажа находились в госпитале под наблюдением врачей. Здоровье космонавтов восстановилось, однако негативные с точки зрения медицины результаты первого долгосрочного полёта заставили учёных пересмотреть многие взгляды на продолжительность безопасного для здоровья пребывания человека в космосе. Были разработаны методики, обеспечивающие физиологическую нагрузку на организм в ходе полёта для сохранения здоровья экипажа, которые и обеспечили возможность современных долговременных экспедиций на орбитальные станции. В частности, в 1971 году был разработан нагрузочный костюм «Пингвин», адаптированные версии которого в настоящее время применяются в восстановительной медицине, при реабилитации пациентов с нарушениями функций опорно-двигательного аппарата.